# Victor Souvorov
Pour les articles homonymes, voir Souvorov (homonymie).
Victor Souvorov ou Viktor Souvarov (en russe : Виктор Суворов), de son vrai nom Vladimir Bogdanovitch Rezoun (russe : Владимир Богданович Резун), né le 20 avril 1947 à Barabach, un village du kraï du Primorie (Union soviétique), est un écrivain russe et soviétique.

## Biographie
Il servit dans l'Armée soviétique et travailla comme officier dans le Service de renseignement militaire (GRU) soviétique. En 1978, il déserta et s'exila au Royaume-Uni, où il travailla comme analyste et agent du renseignement. 
Il se fit connaitre du public, par ses livres d'analyse sur la Russie, l'Armée soviétique, le GRU et le Spetsnaz.

## Le Brise-Glace
Victor Souvorov a écrit de nombreux livres sur le déclenchement de la guerre germano-soviétique en 1941 et les circonstances qui l'ont engendrée. Il est plus particulièrement connu en France pour son ouvrage intitulé Le Brise-Glace, publié en 1989, et qui sera suivi de nombreux autres. L'idée originale de Souvorov est que Joseph Staline avait prévu à l'origine d'utiliser l'Allemagne nazie comme un « brise-glace » contre l'Occident.
C'est la raison pour laquelle, selon Souvorov, Staline fournit un soutien matériel et politique à Adolf Hitler, tout en préparant en même temps son armée rouge pour une offensive contre l'Allemagne nazie et ensuite contre toute l'Europe occidentale. Souvorov avance qu'Hitler, apprenant les préparatifs offensifs des Soviétiques en 1940, aurait choisi de lancer une frappe préventive contre l'Union soviétique, offensive maintenant connue sous le nom d'opération Barbarossa. En fin de compte, Staline fut en mesure d'atteindre certains de ses objectifs en établissant des régimes communistes en Europe de l'Est et en Asie. Néanmoins, cette victoire, selon Souvorov, était insatisfaisante à ses yeux, en comparaison de son objectif de domination soviétique sur l'ensemble du continent européen.
S'il est avéré que Joukov et Semion Timochenko ont proposé à Staline en mai 1941 l'idée d'une attaque préventive contre l'Allemagne, cette idée buta contre l'opposition nette de ce dernier.
Pour l'historien Gabriel Gorodetsky, Souvorov aurait falsifié ses sources et sa thèse ne reposerait sur aucune preuve.

## Ouvrages
en français
- Les libérateurs, l'Armée rouge vue de l'intérieur, Éditions Mazarine, 1982.
- Le Brise-Glace, Orban, 1989.

en anglais
Sur la guerre-froide
- The Liberators: My Life in the Soviet Army, 1981, Hamish Hamilton,  (ISBN 0-241-10675-3)
- Inside the Soviet Army, 1982, Macmillan Publishing.
- Inside Soviet Military Intelligence, 1984,  (ISBN 0-02-615510-9)
- Aquarium (Аквариум), 1985, Hamish Hamilton,  (ISBN 0-241-11545-0), memoir
- Spetsnaz. The Story Behind the Soviet SAS, 1987, Hamish Hamilton,  (ISBN 0-241-11961-8)
- Devil's Mother (Майката на дявола), 2011, Sofia, Fakel Express,  (ISBN 978-954-9772-76-0)

sur le déclenchement de la guerre entre l'Allemagne nazie et l'URSS
- Icebreaker (Ледокол) (1980s), Hamish Hamilton Ltd,  (ISBN 0-241-12622-3)
- Day "M" (День "М")
- Suicide. For what reason did Hitler attack the Soviet Union? (Самоубийство), Moscow, ACT, 2000,  (ISBN 5-17-003119-X)
- The Last Republic, ACT, 1997, (ASIN B00271256C)
- Cleansing (Очищение). Purification. Why did Stalin behead his army?, Moscow, 2002,  (ISBN 5-17-009254-7)
- Last Republic II. Why did the Soviet Union lose the Second World War? (Последната република II), Sofia, Fakel Express, 2007,  (ISBN 978-954-9772-51-7)
- The Chief Culprit: Stalin's Grand Design to Start World War II (lire en ligne). Annapolis, MD: Naval Institute Press, 2008 (hardcover,  (ISBN 978-1-59114-838-8)).
- Defeat. Why was the "great victory" worse than any defeat? (Разгромът), Sofia, Fakel Express, 2009,  (ISBN 978-954-9772-68-5)

Sur des figures biographiques soviétiques
- Shadow of Victory (Тень победы), 2003. This questions the status and image of General Georgy Zhukov, known for his defense of the Soviet Union and later victory in the Battle of Berlin. The first book of a trilogy under the same name.
- I Take It Back (Беру свои слова обратно), is also about Georgy Zhukov. this is the second book of the "Shadow of Victory" trilogy.

Fiction
- Control (Контроль), novel
- Choice (Выбор), novel
- Snake-eater (Змиеядеца), novel (Sofia, Fakel Express, 2010),  (ISBN 978-954977269-2)